# ヨーハーナーン・ウォーラック
ヨーハーナーン・ウォーラック（ヘブライ語: יוחנן וולך,1945年5月14日 - ）はイスラエルの元サッカー選手、実業家。英語ではYochanan Vollach、Jochanan Wallach、Yohanan Wallachなどとつづられる場合がある。1970年に開催されたメキシコワールドカップにサッカーイスラエル代表の一員として出場した。現在はマッカビ・ハイファFCを抱えるスポーツ会社のマッカビ・ハイファの理事長や、イスラエル最大の海運会社ZIMの子会社Newlogの最高経営責任者を務めている。

## 所属クラブ
- マッカビ・キリヤット・ビアリック 1962-1965
- ハポエル・ハイファFC 1965-1977
- マッカビ・ハイファFC 1977-1979
- 香港足球會 1985-1990